# Суховское сельское поселение (Ленинградская область)
Сухо́вское се́льское поселе́ние — муниципальное образование в Кировском районе Ленинградской области.
Административный центр — деревня Сухое.
Главой поселения и главой администрации является Бармина Ольга Владимировна.

## Местоположение
Суховское сельское поселение расположено на северо-востоке Кировского района и занимает площадь 46 643,74 га.
Граничит:
- на севере и востоке — с Волховским муниципальным районом
- на юге  — с Шумским сельским поселением и Назиевским городским поселением
- на западе — с Ладожским озером

По территории поселения проходят автодороги:
- Р21 (E 105) «Кола» (Санкт-Петербург — Петрозаводск — Мурманск)
- 41К-119 (Дусьево — Остров)
- 41К-122 (Лаврово — Шум — Ратница)
- 41К-123 (Лаврово — Кобона — Сухое)
- 41К-129 (Нижняя Шальдиха — Лаврово)
- 41К-524 (Кобона — Чёрное)

Расстояние от административного центра поселения до районного центра — 57 км.

## История
Суховский сельсовет был образован в середине 1970-х годов в составе Волховского района в результате упразднения Выставского и Кобонского сельсоветов.
1 апреля 1977 года Суховский сельсовет вошёл в состав вновь образованного Кировского района.
18 января 1994 года постановлением главы администрации Ленинградской области № 10 «Об изменениях административно-территориального устройства районов Ленинградской области» Суховский сельсовет, также как и все другие сельсоветы области, преобразован в Суховскую волость.
1 января 2006 года в соответствии с областным законом № 100-оз от 29 ноября 2004 года «Об установлении границ и наделении соответствующим статусом муниципального образования Кировский муниципальный район и муниципальных образований в его составе» образовано Суховское сельское поселение, в которое вошла территория бывшей Суховской волости.

## Демография
| 2006  | 2010  | 2011  | 2012  | 2013  | 2014  | 2015  |
| ----- | ----- | ----- | ----- | ----- | ----- | ----- |
| 1100  | ↗1338 | ↘1336 | ↗1349 | →1349 | ↗1359 | ↗1389 |
| 2016  | 2017  | 2018  | 2019  | 2020  | 2021  | 2023  |
| ↘1362 | ↗1378 | ↘1368 | ↘1359 | ↘1350 | ↗1556 | ↘1536 |
| 2024  | 2025  |       |       |       |       |       |
| ↘1533 | ↘1531 |       |       |       |       |       |

## Состав
В состав Суховского сельского поселения входят 18 населённых пунктов:
| №  | Населённый пункт | Тип населённого пункта          | Население   |
| -- | ---------------- | ------------------------------- | ----------- |
| 1  | Бор              | деревня                         | ↘30 (2017)  |
| 2  | Верола           | деревня                         | →3 (2017)   |
| 3  | Выстав           | деревня                         | ↘115 (2017) |
| 4  | Гавсарь          | деревня                         | ↘10 (2017)  |
| 5  | Гулково          | деревня                         | ↘0 (2017)   |
| 6  | Кобона           | деревня                         | ↘97 (2017)  |
| 7  | Колосарь         | деревня                         | ↘42 (2017)  |
| 8  | Лаврово          | деревня                         | ↘115 (2017) |
| 9  | Леднево          | деревня                         | ↘20 (2017)  |
| 10 | Лёмасарь         | деревня                         | ↘5 (2017)   |
| 11 | Митола           | деревня                         | ↘0 (2017)   |
| 12 | Мостовая         | деревня                         | ↘4 (2017)   |
| 13 | Низово           | деревня                         | ↗135 (2017) |
| 14 | Остров           | деревня                         | ↘10 (2017)  |
| 15 | Ручьи            | деревня                         | ↘16 (2017)  |
| 16 | Сандела          | деревня                         | ↘5 (2017)   |
| 17 | Сухое            | деревня, административный центр | ↘325 (2017) |
| 18 | Чёрное           | деревня                         | ↘35 (2017)  |